# 費爾南多·德·阿爾瓦·科爾特斯·伊斯特雷索提爾
費爾南多·德·阿爾瓦·科爾特斯·伊斯特雷索提爾（或伊斯特利爾索奇特爾）（Fernando de Alva Cortés Ixtlilxóchitl，1568～1580年間出生，死于1648年）是新西班牙總督轄區（今墨西哥）的贵族，有部分阿兹特克贵族血统，以记录阿兹特克原住民历史而闻名。

## 生平
費爾南多出生于1568～1580年之间，有四分之一的阿茲特克血統，是伊斯特利爾索奇特爾一世（Ixtlilxochitl I）和伊斯特利爾索奇特爾二世（Ixtlilxochitl II）的直系后裔，后者曾是特斯科科的特拉托阿尼 （统治者）。他也是奎特拉瓦克（倒數第二位阿茲特克统治者，阿哈雅卡特尔的第十一子，蒙特祖玛二世之弟）的玄孫。1602年，費爾南多的大哥去世后，法令命令他繼承家族的头衔和财产。但這筆財產似乎不是很豐厚，費爾南多後來在1608年抱怨特斯科科王的子孙陷入悲惨的境地。
他是帝国特拉特洛尔科的圣克鲁斯德大學理工學院的校友，他在那裡學習了纳瓦特尔语和西班牙语。
費爾南多从1600年到1604 年住在特奧蒂瓦坎。1608年，他因為能夠解讀古墨西哥象形文字被总督聘为翻译。費爾南多深刻理解保留在民謠中的原住民传统，并与數名以了解历史闻名的原住民老人关系密切。他與他的朋友致力於撰寫國家的歷史，但他的作品在弗朗西斯科·哈維爾·克拉維赫羅（Francisco Javier Clavijero）和洪堡意識其重要性之前，一直不为人知，被存放在墨西哥的耶稣会圖書館中，其他图书馆也有副本。
費爾南多於1612年担任特斯科科州长，1613年担任特拉曼納爾科州长。尽管他出身显赫，受过良好的教育又能力出众，但他一生大部分的时间都生活在赤贫之中。他于1648年在墨西哥城去世。

## 作品
費爾南多被西班牙總督委託撰寫墨西哥土著居民的歷史。他在1600年至1608年之间寫成《Relación histórica de la nación tulteca 》（通称为《Relación 》），記載許多新西班牙以及托尔特克人的事件。《Relación 》和他的大多數作品都以写作片段和歌曲組成，重复性高，篇章結構的组织性低。費爾南多详细描述了他的曾祖父唐·費爾南多·伊斯特利爾索奇特爾二世（Don Fernando Ixtlilxóchitl II）在征服墨西哥和安抚原住民发挥的重要作用。他盡可能的赞美伊斯特利爾索奇特爾，并谴责征服者的忘恩负义。
費爾南多·德·阿爾瓦後來還寫了《Historia Chichimeca》（暫譯：奇奇梅克史），內容記載的歷史事件和《Relación》相同，以西班牙人圍攻墨西哥告終，但它的篇章結構組織性更強，被認為是他最好的作品。根據查維羅（Chavero）的說法，《Historia Chichimeca》大約在1610~1640年之間寫成。"Historia Chichimeca"不是原始标题，而是手稿的收藏者Carlos de Sigüenza y Góngora命名的，后来拥有相同手稿的洛倫索·波圖里尼·貝爾納杜奇(Lorenzo Boturini Bernaducci) 称其为《Historia general de la Nueva España》（暫譯：新西班牙將軍史）。有迹象表明《奇奇梅克史》應該是某個更龐大的寫作計畫的一小部分，而該寫作計畫的其余部分可能已经丢失或者尚未完成，所以如今不可考。與費爾南多·阿爾瓦拉多·特索索莫克（蒙特祖馬二世外孫）的作品相比，《奇奇梅克史》呈現了特斯科科人觀點的歷史，特索索莫克則呈現了墨西加人觀點的版本。
費爾南多·德·阿爾瓦的作品是非常重要的墨西哥歷史資料，但除了《奇奇梅克史》之外，其他作品缺乏寫作方法和先後次序，重複紀錄很多事件，弄錯年代的例子也很多。
阿爾弗雷多·查維羅（Alfredo Chavero）于1891～1892年出版了費爾南多·德·阿爾瓦的作品，該版本含有註釋，标题为Obras históricas（历史作品）。何塞·伊格纳西奥（José Ignacio Dávila Garibi）于1952年以新的序言复刻了该版本。
伊斯特利爾索奇特爾手抄本（Codex Ixtlilxochitl）也是費爾南多·德·阿爾瓦的作品。
費爾南多·德·阿爾瓦還曾經為了恢复一些特斯科科皇室的權利，写了两篇纪念碑文《Sucinta》和《Sumaria》给西班牙总督路易斯·德·貝拉斯科（Luis de Velasco）、伊荷（Ｈijo）和加西亞·圭拉（Fray García Guerra）。費爾南多後來由于他的爭取和Fray García Guerra的青睐，获得了一些土地特许权，并在晚年被任命为印地安法庭（Indian judiciary court）的翻譯。費爾南多於1648年去世时，他仍然在法庭工作，生活贫困且被世人遺忘。他的儿子胡安（Juan de Alva Cortés）继承了他的手稿并将其交给了唐·卡洛斯·德·西貢薩·岡戈拉（Don Carlos de Sigüenza y Góngora）。

## 外部链結
- WorldCat 聯合目錄中費爾南多·德·阿爾瓦·科爾特斯·伊斯特雷索提爾的著作或與之相關的著作
- （西班牙語）短传
- Relación Geográfica de Texcoco (Alva Cortés Ixtlilxóchitl copy) （页面存档备份，存于）

1. 1 2   . . 1900.